# Mistrzostwa Kanady w Lekkoatletyce 2011
Mistrzostwa Kanady w Lekkoatletyce 2011 – zawody lekkoatletyczne, które odbyły się w Calgary w dniach 22–25 czerwca.
Zwycięzca konkursu pchnięcia kulą mężczyzn – Dylan Armstrong trzykrotnie (21,75; 21,89 i 22,21) ustanawiał rekord kraju w tej konkurencji oraz został liderem list światowych.

## Rezultaty

### Mężczyźni

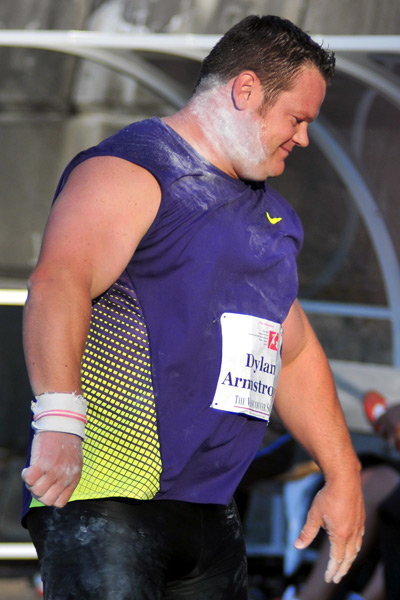
Dylan Armstrong

| Konkurencja:                  | 1. miejsce       | Rezultat  |
| Bieg na 100 m                 | Sam Effah        | 10,23     |
| Bieg na 200 m                 | Brian Barnett    | 20,71w    |
| Bieg na 400 m                 | Tremaine Harris  | 46,24     |
| Bieg na 800 m                 | Andrew Ellerton  | 1:52,12   |
| Bieg na 1500 m                | Nate Brannen     | 3:50,33   |
| Bieg na 5000 m                | Reid Coolsaet    | 14:09,83  |
| Bieg na 10 000 m              | Kip Kangogo      | 31:28,78  |
| Bieg na 3000 m z przeszkodami | Alexandre Genest | 8:44,10   |
| Bieg na 110 m przez płotki    | Ingvar Moseley   | 14,26     |
| Bieg na 400 m przez płotki    | Adam Kunkel      | 50,80     |
| Chód na 20 000 m              | Evan Dunfee      | 1:25:15,0 |
| Skok wzwyż                    | Mark Dillon      | 2,19      |
| Skok o tyczce                 | Jason Wurster    | 5,25      |
| Skok w dal                    | Ben Warnock      | 7,61w     |
| Trójskok                      | Jacob Zorzella   | 16,11w    |
| Pchnięcie kulą                | Dylan Armstrong  | 22,21     |
| Rzut dyskiem                  | Brent Roubos     | 53,35     |
| Rzut młotem                   | Jim Steacy       | 76,27     |
| Rzut oszczepem                | Scott Russell    | 77,46     |
| Dziesięciobój                 | Damian Warner    | 8102 pkt. |

### Kobiety

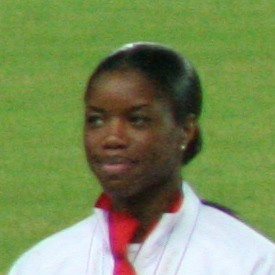
Perdita Felicien

| Konkurencja:                  | 1. miejsce             | Rezultat  |
| Bieg na 100 m                 | Crystal Emmanuel       | 11,45w    |
| Bieg na 200 m                 | Crystal Emmanuel       | 22,99     |
| Bieg na 400 m                 | Jenna Martin           | 51,95     |
| Bieg na 800 m                 | Helen Crofts           | 2:05,05   |
| Bieg na 1500 m                | Sheila Reid            | 4:16,97   |
| Bieg na 5000 m                | Leslie Sexton          | 16:55,01  |
| Bieg na 10 000 m              | Bevin Kennelly         | 36:40,42  |
| Bieg na 3000 m z przeszkodami | Dana Buchanan          | 10:26,82  |
| Bieg na 100 m przez płotki    | Perdita Felicien       | 12,80w    |
| Bieg na 400 m przez płotki    | Sage Watson            | 59,72     |
| Chód na 20 000 m              | Rachel Lavallée Seaman | 1:37:46,0 |
| Skok wzwyż                    | Jillian Drouin         | 1,84      |
| Skok o tyczce                 | Carly Dockendorf       | 4,20      |
| Skok w dal                    | Krysha Bayley          | 6,54w     |
| Trójskok                      | Patricia Sylvester     | 13,02w    |
| Pchnięcie kulą                | Julie Labonté          | 18,12     |
| Rzut dyskiem                  | Julie Labonté          | 53,31     |
| Rzut młotem                   | Heather Steacy         | 70,86     |
| Rzut oszczepem                | Melissa Fraser         | 50,25     |
| Siedmiobój                    | Ruky Abdulai           | 6150 pkt. |

## Półmaraton
Mistrzostwa Kanady w półmaratonie rozegrano 17 kwietnia w Montrealu.

### Mężczyźni
| Konkurencja: | 1. miejsce    | Rezultat |
| Półmaraton   | Reid Coolsaet | 1:04:55  |

### Kobiety
| Konkurencja: | 1. miejsce  | Rezultat |
| Półmaraton   | Megan Brown | 1:14:09  |

## Maraton
Mistrzostwa Kanady w biegu maratońskim rozegrano 29 maja w Ottawie. W maratonie zwyciężyli: Kenijczyk Laban Moiben (2:10:18) i Etiopka Haile Kebelush (2:32:14).

### Mężczyźni
| Konkurencja: | 1. miejsce     | Rezultat |
| Maraton      | Lucas McAneney | 2:19:52  |

### Kobiety
| Konkurencja: | 1. miejsce    | Rezultat |
| Maraton      | Emily Kroshus | 2:42:27  |